# Christian Gottfried Struensee
Christian Gottfried Struensee (* 14. August 1717 in Walchow bei Fehrbellin; † 14. August 1782 in Halberstadt) war ein deutscher Pädagoge und Autor.

## Leben
Christian Gottfried Struensee  Angehöriger der Familie Struensee und wurde als Sohn des Putlitzer Superintendenten Michael Struensee (* 5. März 1679 in Mansfeld; † 22. September 1734 in Putlitz) und seiner Ehefrau Anna Katharina (* 7. Juni 1691; † unbekannt), geb. Litzmann, geboren. Er hatte sechs Brüder. Hierzu gehörten:
- Joachim Heinrich Struensee (* 18. Januar 1716 in Malchow; † 13. September 1807 in Greifenberg), Oberpfarrer in Kallies;
- Wilhelm Christian Struensee (* 1720; † unbekannt), Pastor einer Herrnhuter Gemeinde in Dirsdorf in Schlesien;
- Rudolf Struensee (* 14. August 1722 in Putlitz; † 19. November 1801 in Stepenitz), Pastor in Stepenitz.[4]

Anfangs erhielt Christian Gottfried Struensee noch Unterricht durch Hauslehrer, weil sein Vater durch eine Krankheit sein Gedächtnis verloren hatte; später ging er, wie seine Brüder, unter Konrektor Johann Heinrich Prielmeyer auf das Domgymnasium Stephaneum in Halberstadt. Trotz des frühen Todes seines Vaters und der daraus resultierenden Armut, konnten er und seine Brüder, dank der Unterstützung ihres Großonkels Adam Struensee, Theologie studieren.
Ab 1737 besuchte er die Universität Halle und studierte dort vier Jahre unter großen Entbehrungen mit dem Schwerpunkt Philosophie.
In der Zeit von 1741 bis 1747 war er unter Leitung des Abtes Johann Adam Steinmetz als Lehrer am Pädagogium des Klosters Berge bei Magdeburg tätig.
Im November 1747 wurde er als Konrektor an das Stephaneum nach Halberstadt berufen und wirkte zunächst 12 Jahre als Lehrer an dieser Schule. Das Hauptgewicht seiner Lehrtätigkeit legte er hierbei auf die Sprachen. Nach dem Tod des Rektors Johann Christoph Wurzler (1685–1758) wurde Christian Gottfried Struensee als sein Nachfolger Rektor des Stephanaeums. Er führte dort für die Sprachen das Fachsystem ein, besonders intensivierte er die Lehrtätigkeiten im Griechischen und Deutschen. Er erhöhte die Anzahl der Lehrer, Unterrichtsgegenstände und Unterrichtsstunden und begründete ein Alumnat. Durch diese Schulreform erhielt das Stephaneum ein großes Ansehen und die Schülerzahl stieg wieder erheblich an.
Zu seinen Schülern gehörte unter anderem der spätere Schulrektor der Martinischule in Halberstadt, Christian Gottfried Wilhelm Lehmann.
1768 wurde er Mitglied des Halberstädter Konsistoriums und in dieser Stellung wurde ihm die Aufsicht über die Landschulen (nach dem Schulkonzept von Friedrich Eberhard von Rochow) des Fürstentums Halberstadt übertragen. Ab 1777 war er Beisitzer der vom Domkapitel errichteten Kirchen- und Schul-Deputation, hierbei erhielt er auch die Aufsicht über das am 1. Juni 1778 errichtete Seminar zur Vorbildung von Landschullehrern; Unterstützung erhielt er hierbei von den Domherren Ernst Ludwig Christoph von Spiegel und Friedrich Eberhard von Rochow.
Er war auch schriftstellerisch tätig und übersetzte aus der Bibel.
Sein Nachfolger am Stephaneum war Gottlob Nathanael Fischer.
1765 heiratete Struensee Katharina verw. Hessel geborene Spilke, die einen Sohn und eine Tochter in die Ehe einbrachte.

## Werke (Auswahl)
- Christian Gottfried Struensee; Johann Michael Georg Beck: Ode Auf den Tod Des weyland Wohl-Edlen und Hofnungs-vollen Jünglings Joh. Michael Georg Becks, Am Tage der Beerdigung, Welcher war der 10. des Hornungs 1744. überreicht von Seinem Stuben-Aufseher, Christian Gottfried Struensee, Conv. und Coll. am Pädag. zu Bergen. Faber. Magdeburg. 1744.
- Prüfung einiger Erklärungen und Beweise der neuern Metaphysik Wobey zugleich alle Gönner und Freunde nützlicher Schul-Verfassungen zu einer den April 1746 anzustellenden Rede-Uebung im Pädagogio zu Closter Berga unterthänig eingeladen werden. Faber. Magdeburg Faber Halle, Saale Universitäts- und Landesbibliothek Sachsen-Anhalt Magdeburg 1746.
- Rettung einiger Erklärungen und Beweise der Metaphysick, Wider Hn. Christian Gottfried Struensee, verfasset von Johann Jacob Plitt. Hemmerde. Halle. 1746.
- Quae in tradenda Ebraica lingua utiliter dieri, experientia cognovit. Lang. Halberstadt. 1761.
- Vier merkwürdige Proben der göttlichen Vorsehung über die Thronen aus dem gegenwärtigen Jahrhunderte : Womit zur Anhörung einiger Reden, Welche auf Veranlassung des Friedens mit Rußland den 16ten Julii Vormittags in der Dom-Schule werden gehalten werden, unterthänigst und ergebenst einladet. Halberstadt Halle, Saale Universitäts- und Landesbibliothek Sachsen-Anhalt Halberstadt Delius. 1762.
- De Bergensi praesule B. Jo. Adamo Steinmetzio. Halberstadii: Delius. 1762.
- Programma quo partem I. libri Aeneidos modeste inquirit. Halberstadt. Lang. 1762.
- Einige Anmerkungen über die Lehre von der besten Welt: Womit zur Anhörung einiger Reden in der Dom-Schule auf den 7ten Jänner in den gewöhnlichen Vormittags-Stunden unterthänig und ergebenst einladet Christian Gottfried Struensee. Halberstadt Delius Halle, Saale Universitäts- und Landesbibliothek Sachsen-Anhalt Halberstadt 1763.
- Adresse an die Einwohner der guten Stadt Halberstadt, Zum Besten der Verwayseten Soldaten-Kinder. Halberstadt Delius Halle, Saale Universitäts- und Landesbibliothek Sachsen-Anhalt Halberstadt. 1763.
- Christian Gottfried Struensee; Johann Friedrich Delius: Mit einigen Betrachtungen über die ausserordentliche Art der Regierung Gottes in den letzten sieben Jahren werden Alle Gönner und Freunde der Schulen zum öffentlichen Examine der ersten Classe der Dom-Schule auf den 19. und 20. April und zu einer Rede-Ubung, Zum Gedächtniß des Hubertusburgischen Friedens, Welche den 21. und 22sten d. M. gehalten werden wird, ehrerbietigst und ergebenst eingeladen. Halberstadt Delius Halle, Saale Universitäts- und Landesbibliothek Sachsen-Anhalt. Halberstadt. 1763.
- Zum öffentlichen Examine und Anhörung einiger Reden auf den 12. und 13. d. M. um 2. Uhr Nachmittags wird hiedurch ergebenst eingeladen von Christian Gottfried Struensee, R. Delius. Halberstadt. 1764.
- Uber den Beweis Pauli von der Auferstehung Christi. 1. Cor. XV, 14-19. Womit zum Examine der ersten Ordnung der Dom-Schule, auf den 15. und 16. April des Morgens nach 8. Uhr ehrerbietigst und ergebenst einladet Christian Gottfried Struensee. R. Delius. Halberstadt. 1765.
- Zur Anhoerung einiger Reden, Welche in der Dom-Schule werden gehalten werden. Halberstadt: Stephaneum, 1766.
- Quantum Graeca V.T. versio et ad eruendeam veram vocabulorum vim et ad constituendam veram Ebraei codicis lectionem prosit exemplis IV. Halberstadii: Delius, 1766.
- Abdruck eines mitgetheilten Entwurfs von Einrichtung der Schulen im Fuerstenthum Halberstadt. Delius. Halberstadt. 1767.
- Einrichtung der Schulen im Fuerstenthum Halberstadt Zum öffentlichen Examine der ersten Classe der Dom-Schule. Delius. Halberstadt. 1768.
- De Scholastica Disciplinae Gravitate et difficultate pauca praefatus est. Delius. Halberstadt. 1768.
- Mit einem Vorschlag für aufgeklaerte Menschen-Freunde ladet zum öffentlichen Examine der ersten Ordnung der Dom-Schule auf den 23. und 24ten April Nachmittags nach 2. Uhr gehorsamst und ergebenst ein Christian Gottfried Struensee. Delius. Halberstadt. 1770.
- Erste Linien der allgemeinen Völker Geschichte. Halberstadt Groß 1770.
- Neue Ubersetzung der Weissagungen Nahums, Habakuks, Zephanja, Haggai, Sacharja und Maleachi: nach dem hebräischen Text, mit Zuziehung der griechischen Version. Halberstadt : Gross, 1770.
- Kurzgefaßte Nachricht von der gegenwärtigen Verfassung der Dom-Schule in Halberstadt. Halberstadt Delius Halle, Saale Universitäts- und Landesbibliothek Sachsen-Anhalt Halberstadt. 1772.
- Von der eigentlichen Beschaffenheit der Schul-Zucht. Delius. Halberstadt. 1772.
- Memoria Bernhardi Christiani Guilielmi Kreye: Programma quo Examen Publicum Stephanei. Delius. Halberstadt. 1772.
- Anzeige der öffentlichen Prüfung der vier untern Classen der Dom-Schule den 4ten und 5ten Octob. Nachmittags. Delius. Halberstadt. 1773.
- Neue Uebersetzung der Weissagungen Jesaiä, Joels, Amos, Obadja und Micha. Halberstadt: Gross, 1773.
- De Vocabulo Sacramenti: Programma quo Ad Examen Publicum Primi Ordinis Stephanei Dieb. XI. & XII. April. Hor. Pomerid. Instituendum. Halberstadt Halle, Saale Universitäts- und Landesbibliothek Sachsen-Anhalt. Delius. Halberstadt. 1774.
- Ad Solemnia Secularia Stephanei Halberstadiensis Orationibus Habendis Celebranda invitat: De Fatis Hujus Ludi usque ad annum septuagesimum quartum supra millesium et sexcentesimum pauca praefatus. Delius. Halberstadt. 1774.
- De his quae in Stephaneo Halberstadiensi ab anno M D CCLVIIII. acta sunt 1. Delius. Halberstadt. 1776.
- De his quae in Stephaneo Halberstadiensi ab anno M D CCLVIIII. acta sunt 2. Delius. Halberstadt. 1777.
- Ueber die guten Schuljahre: Eine Einladungs-Schrift. Delius. Halberstadt. 1779.
- Ecclesiastes. Halberstadt. 1780.
- Albuminscriptie. Halberstadt. 1780.
- Neue Uebersetzung der Apostelischen Briefe der N. T. Halberstadt. 1782.
- Salomo, Israel KoÌnig; Jeremias, Propheta; Heinrich Ernst Güte; Christian Gottfried Struensee; Franckesche Stiftungen zu Halle: Christian Gottfried Struensee Kön. Preußl. Consistorialraths im Fürstenthum Halberstadt und Rectors der Domschule Neue Uebersetzung der Psalmen, Sprüche Salomo's und Klagegesänge Jeremiä. Halle Waisenhaus 1783.
- Neue Uebersetzung der Apostolischen Briefe Neuen Testaments, mit einigen Anmerkungen von Christian Gottfried Struensee. Halle. 1786.